# Vredenburg/Kronenburg
Vredenburg/Kronenburg is een wijk in het zuidelijke stadsdeel van Arnhem en bestaat uit de buurten Eimersweide, Holthuizen, Kronenburg en Vredenburg. De wijken werden in de jaren 70 gerealiseerd.
Het totaal aantal inwoners is 8.029, verdeeld over 4370 woningen waarvan 70% huurwoningen en 30% koopwoningen. Er zijn 550 bedrijven gevestigd die werk bieden aan 4670 personen.
Door de wijk Vredenburg rijdt buslijn 11 van Hermes (onder de naam Breng) en bij het winkelcentrum Kronenburg stoppen de lijnen 2, 4, 7, 14, 72 en 331.   

## Eimersweide
Eimersweide ligt als enige buurt boven de N325 (Pleijweg). In het oostelijk deel ligt de noordelijke Immerlooplas. In het westelijk deel liggen de Rijnhal en de Grote Koppel.

## Holthuizen
Holthuizen is het oostelijk deel van Vredenburg/Kronenburg. De straatnamen in Holthuizen verwijzen naar plaatsen in de provincie Friesland.

## Kronenburg
In Kronenburg ligt het winkelcentrum Kronenburg, dat een winkelfunctie vervult voor Arnhem(-Zuid) en de regio. Er zijn ruim 100 winkels op 3 niveaus. Kronenburg kenmerkt zich door hoogbouw. Aan de westkant van de wijk ligt de A325 met aan de overkant het GelreDome.

## Vredenburg
De straatnamen in Vredenburg hebben allemaal te maken met plaatsen of streken in de provincies Groningen en Drenthe. Aan de Groningensingel, de weg die door Vredenburg loopt, is het adres van enkele grote kantoren: Rijnpoort, de Belastingdienst en Odido. Daarnaast is er een asielzoekerscentrum en een brandweerpost gevestigd.

## Fotogalerij

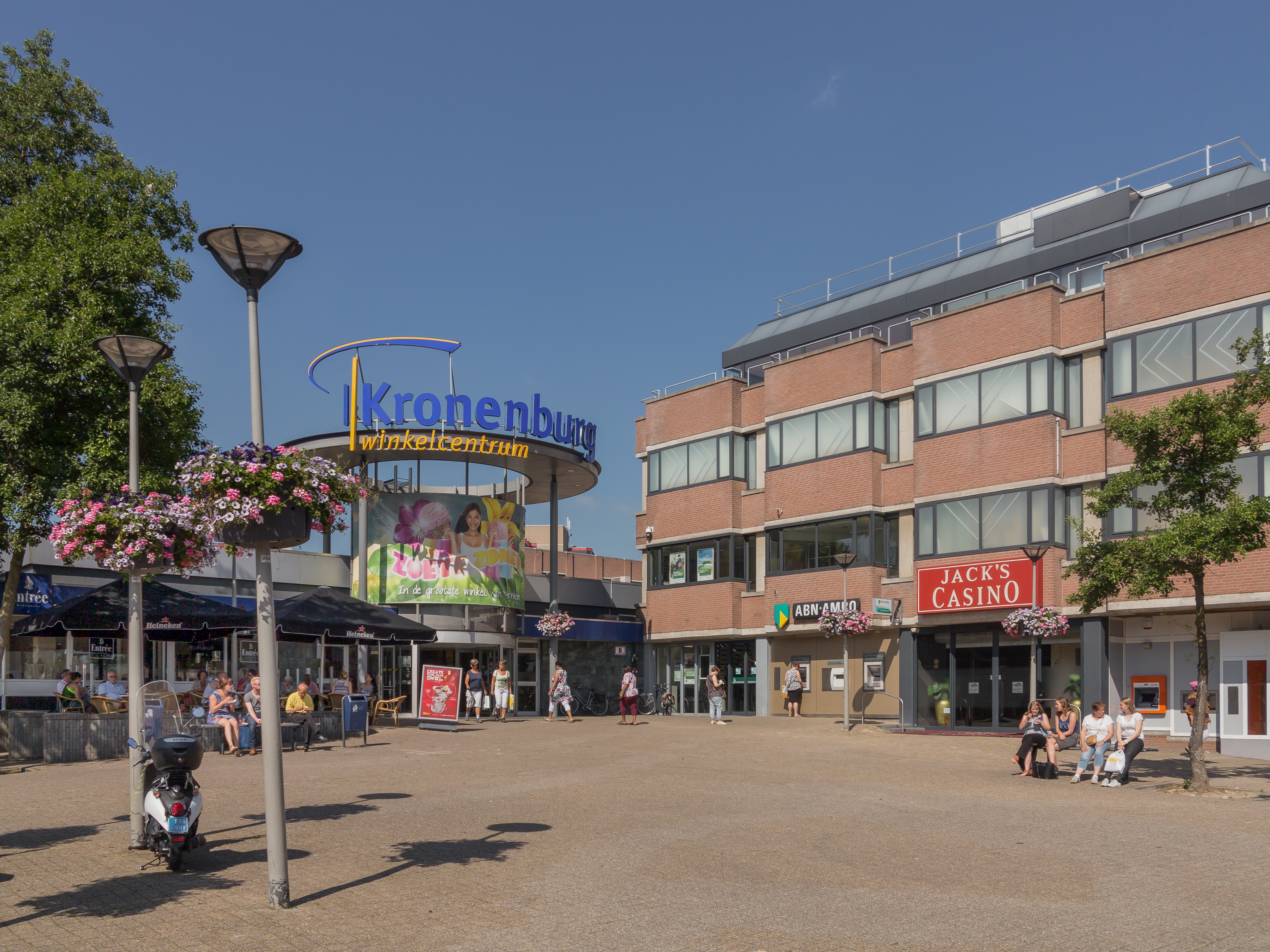
Winkelcentrum Kronenburg
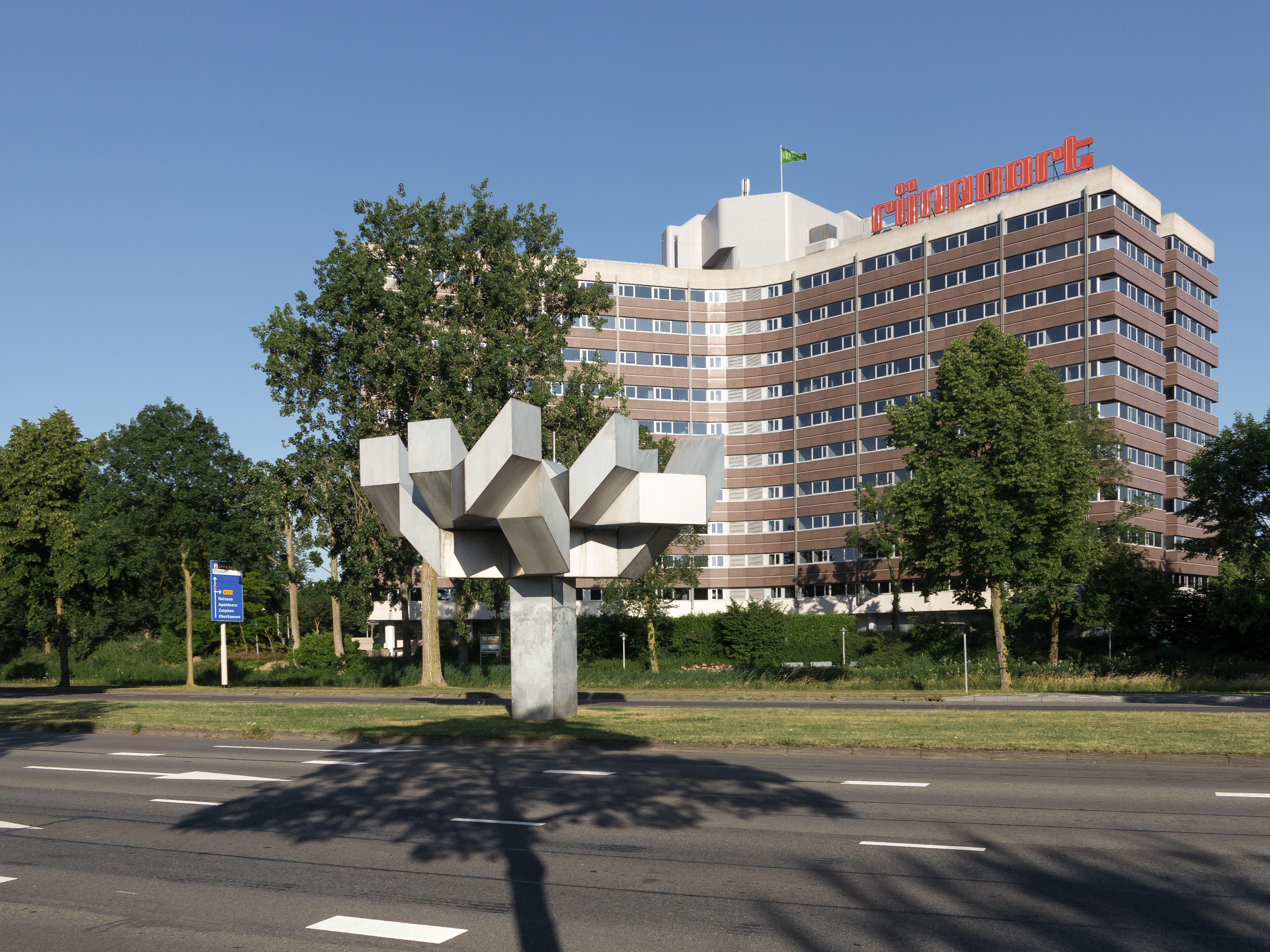
Vredenburg-Kronenburg, de Rijnpoort met sculptuur
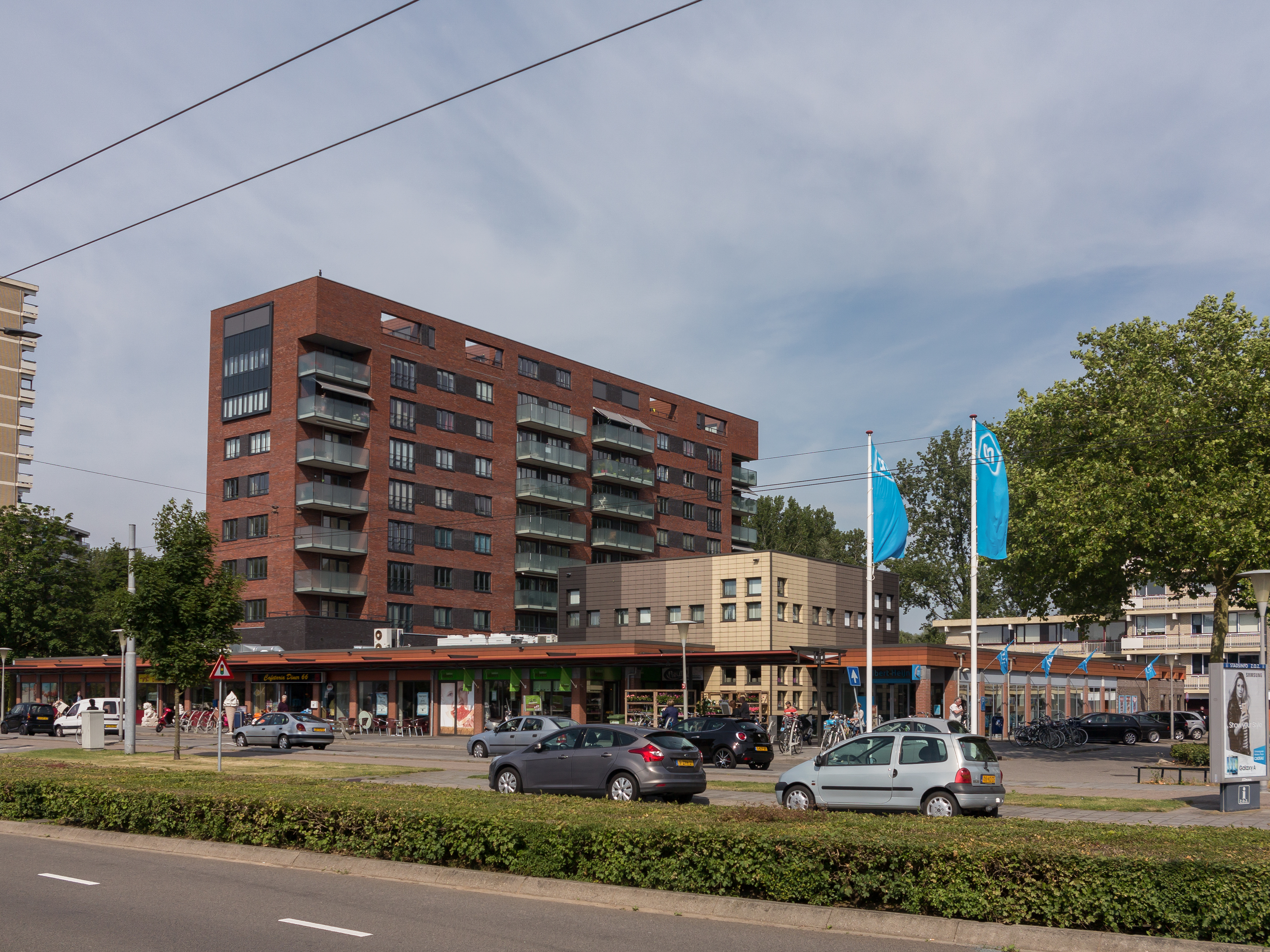
Vredenburg, het winkelcentrum
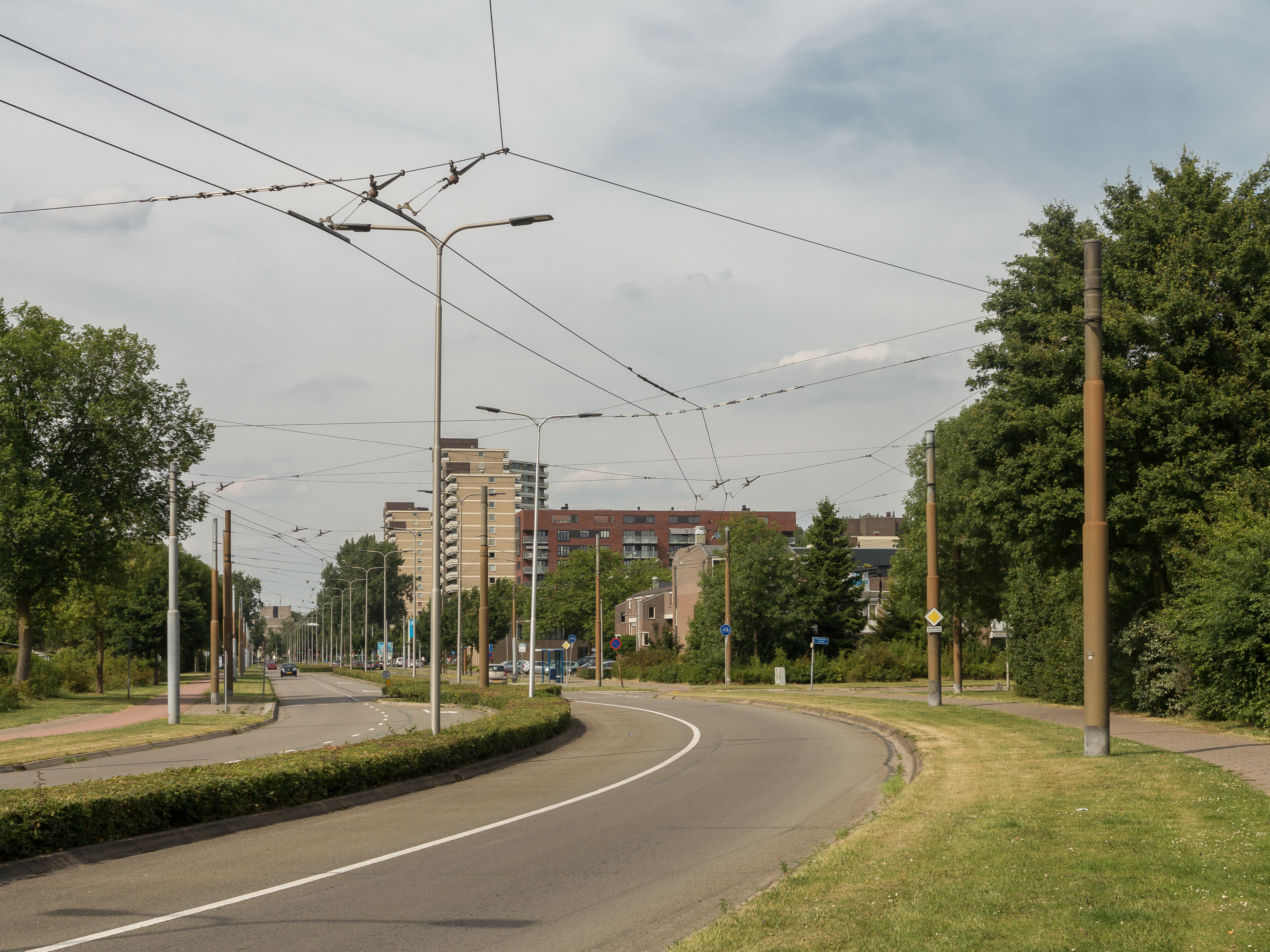
Vredenburg, straatzicht Groningensingel bij de Frieslandsingel
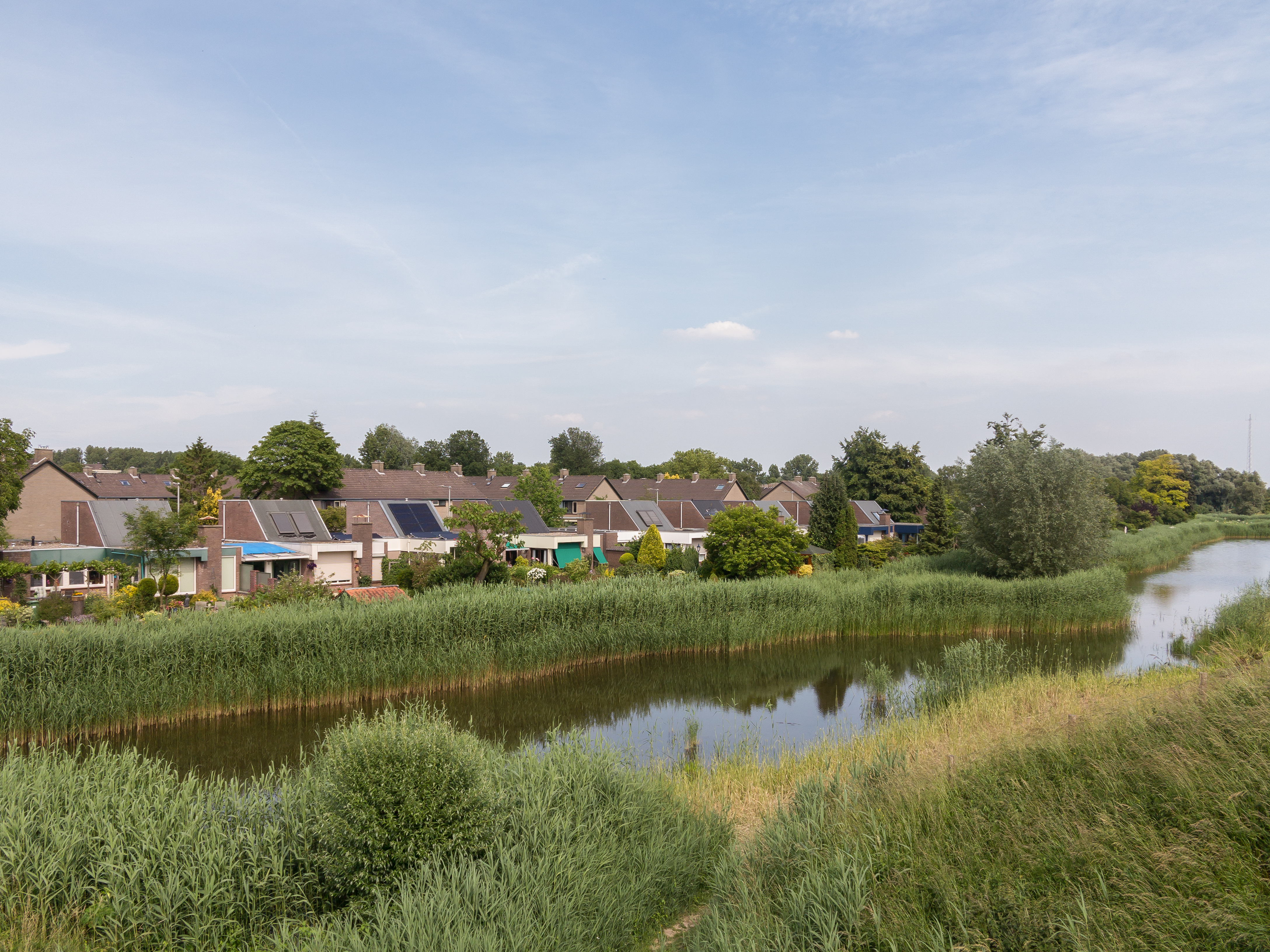
Holthuizen, zicht op de wijk vanaf de Huissensedijk